# 六氰合铁(III)酸
六氰合铁(III)酸是一种无机化合物，化学式为H3[Fe(CN)6]，是一种三元强酸。

## 制备
六氰合铁(III)酸可以由浓盐酸和六氰合鐵(III)酸鉀（铁氰酸钾）饱和溶液反应得到。

## 性质
六氰合铁(III)酸在空气中分解则会变蓝。

## 拓展阅读
- Norma R. de Tacconi and Krishnan Rajeshwar. Metal Hexacyanoferrates: Electrosynthesis, in Situ Characterization, and Applications. Chem. Mater., 2003, 15 (16), pp 3046–3062. DOI: 10.1021/cm0341540